# Janiewice
Janiewice [jaɲɛˈvit͡sɛ] là một ngôi làng thuộc khu hành chính của Gmina Sławno, thuộc huyện Sławno, Zachodniopomorskie, ở phía tây bắc Ba Lan. Nó nằm khoảng 12 kilômét (7 mi)   phía đông nam Sławno và 172 km (107 mi) về phía đông bắc của thủ đô khu vực Szczecin.
Trước năm 1945, khu vực này là một phần của Đức. Đối với lịch sử của khu vực, xem Lịch sử của Pomerania.
Làng có dân số 529.